# Tim Goydke
Tim Thomas Goydke (* 1971 in Braunschweig) ist ein deutscher Ökonom und Japanologe.

## Leben
Goydke studierte nach dem Abitur Wirtschaftswissenschaften mit dem Schwerpunkt Ostasienwirtschaft / Japan und Korea an der Gerhard-Mercator-Universität Duisburg sowie der Dokkyō-Universität und der Cardiff University. Er war von 1998 bis 2001 zunächst als Wissenschaftlicher Mitarbeiter am Lehrstuhl Ostasienwirtschaft / Wirtschaftspolitik tätig und wechselte 2001 an die Waseda-Universität in Tokio, Japan sowie an die Staatliche Universität Seoul in Seoul, Südkorea. Von 2002 bis 2005 war er Regionalmanager Japan und Korea beim „Ostasiatischen Verein e.V. – German Asia-Pacific Business Association“ in Hamburg. 2003 wurde Goydke mit der Arbeit „Industrial Policy in East Asia: The Challenge of Globalisation“ zum Dr. rer. oec. promoviert.
2005 erhielt Goydke einen Ruf an die Hochschule Bremen als Professor für die Wirtschaft und Gesellschaft Japans im Fachgebiet Wirtschaft. Er ist ein Redner im Rahmen der Asienwirtschaft und Autor von Artikeln und Aufsätzen. Seit Oktober 2023 ist er Präsident der HSBA Hamburg School of Business Administration. 
Er ist seit 1992 Mitglied der katholischen Studentenverbindung K.D.St.V. Elbmark (Tetschen-Liebwerd) zu Duisburg im Cartellverband (CV) sowie der AV Edo-Rhenania zu Tokio und der KTV Visurgis Bremen im CV. Zudem ist er Ritter des Ritterorden vom Heiligen Grab zu Jerusalem.